# Johannes F. Diehl
Johannes Friedrich Diehl (* 13. Dezember 1968 in Darmstadt) ist ein deutscher evangelischer Theologe und Hebraist.

## Akademischer Werdegang
Diehl studierte von 1989 bis 1995 Evangelische Theologie in Mainz und Heidelberg und legte 1995 das erste theologische Examen ab. 2002 promovierte er mit einer Arbeit über Die Fortführung des Imperativs im biblischen Hebräisch.
Seine wissenschaftliche Karriere begann er 1996 als wissenschaftliche Hilfskraft am Sonderforschungsbereich 295. Von 1997 bis 1999 war Diehl wissenschaftlicher Mitarbeiter im Projekt „Hebräische Syntax“ bei Diethelm Michel und arbeitete anschließend im Projekt „ISATEX – Informations-Stelle für Alt-Testamentliche Exegese“. Von 2001 bis 2005 war er Mitarbeiter bei Markus Witte am Lehrstuhl für Altes Testament an der Johann-Wolfgang-Goethe Universität Frankfurt am Main. Seit 2006 ist er dort akademischer Rat für Altes Testament und Nordwestsemitistik.

## Forschungsschwerpunkte
Seine Forschungsschwerpunkte liegen in den Bereichen biblisches Hebräisch, Semitische Sprachen (Phönizisch, Ugaritisch, Aramäisch), Paläografie und Epigraphik. Insbesondere widmet er sich der Syntax und der Sprechakttheorie des Hebräischen sowie der Didaktik des Hebräischunterrichts.

## Herausgebertätigkeiten und Mitgliedschaften
Seit 2004 ist er zusammen mit Reinhard G. Lehmann Herausgeber der Reihe Kleine Untersuchungen zur Sprache des Alten Testaments und seiner Umwelt (KUSATU) sowie deren Beihefte. Er ist Vorstandsmitglied des Hebraistenverbandes e.V. und Vorsitzender des Verbandes seit 2016. Darüber hinaus ist er Mitglied verschiedener wissenschaftlicher Vereinigungen und Arbeitsgemeinschaften, darunter die Deutsche Morgenländische Gesellschaft und der Deutsche Verein zur Erforschung Palästinas.

## Engagement
Diehl engagiert sich zudem in universitären und außeruniversitären Gremien. Er ist Mitglied der Synode der Evangelischen Kirche in Hessen und Nassau sowie des Dekanatssynodalvorstandes des Dekanates Darmstadt. Universitär ist er im Studienausschuss des Fachbereichs Evangelische Theologie tätig und setzt sich für den interreligiösen Dialog ein.

## Veröffentlichungen (Auswahl)
- Die Fortführung des Imperativs im Biblischen Hebräisch (= Alter Orient und Altes Testament 286). Münster 2004.
- mit Markus Witte (Hrsg.): Hebräisches und Aramäisches Wörterbuch zum Alten Testament. Begründet von Georg Fohrer. 4., völlig neu bearbeitete Auflage Berlin/Boston 2021.